# Chiquitita
«Chiquitita» (с исп. — «маленькая девочка») — первый сингл шведской группы ABBA из альбома Voulez-Vous. Первоначально трек «If It Wasn’t for the Nights» должен был стать ведущим синглом  этого альбома, но успех песни «Chiquitita» изменил планы группы.

## История
Известно значительное число предварительных версий песни «Chiquitita», имевших рабочие названия «Kålsupare», «Three Wise Guys», «Chiquitita Angelina» и «In The Arms of Rosalita». Окончательный вариант, на мелодию которого заметно повлияла песня «El Condor Pasa (If I Could)» дуэта Simon and Garfunkel, был записан в декабре 1978 года и выпущен в январе следующего года.
Поддерживая успех англоязычной версии песни, ABBA записали «Chiquitita» и на испанском. Эта вариация завоевала заметную популярность в таких странах, как Испания, Пуэрто-Рико, Мексика, Парагвай и Доминиканская Республика.

## Успех
«Chiquitita» оказалась одной из популярнейших песен ABBA. Она стала №1 в чартах десяти стран, как то: Бельгия, Финляндия, Швейцария, Испания, Ирландия, Нидерланды, ЮАР, Новая Зеландия, Мексика (где песня продержалась на первой строчке 32 недели) и Южная Родезия. Также сингл попал в топ-5 хит-парадов Швеции, Великобритании, ФРГ, Норвегии и Австралии. Несмотря на столь внушительный успех по всему миру, «Chiquitita» была холодно встречена в США (став № 29) и Италии (заняв лишь 48-ю позицию).

## Музыкальное видео
«Chiquitita» был одним из очень немногих синглов ABBA, выпущенных без специального видео. С тех пор в сборниках видео группы использовалось современное телевизионное исполнение песни. Этот клип был записан BBC для шоу ABBA в Швейцарии, которое транслировалось по всей Европе на Пасху 1979 года. ABBA исполняет песню на склоне горы, на фоне снеговика.

## Позиции в чартах
| Чарт (1979)                      | Позиция |
| -------------------------------- | ------- |
| Australian ARIA Singles Chart    | 4       |
| Austrian Singles Chart           | 6       |
| Belgian VRT Top 30 Singles Chart | 1       |
| Canadian Singles Chart           | 17      |
| Dutch Top 40                     | 1       |
| Finnish Singles Chart            | 1       |
| French IFOP Singles Chart        | 13      |
| German Singles Chart             | 3       |
| Irish Singles Chart              | 1       |
| Italian FIMI Singles Chart       | 48      |
| Japanese Oricon Singles Chart    | 19      |
| New Zealand RIANZ Singles Chart  | 1       |
| Norwegian VG-lista Singles Chart | 4       |
| Spanish Singles Chart            | 1       |
| Swedish Singles Chart            | 2       |
| Swiss Singles Chart              | 1       |
| UK Singles Chart                 | 2       |
| U.S. Billboard Hot 100           | 29      |

## Кавер-версии
- В 1979 году певица Perla записала «Chiquitita» под названием «Pequenina» для одноимённого альбома. Perla уже записала к тому времени свою версию другой песни ABBA, «Fernando».
- Шинейд О’Коннор включила кавер-версию этой песни в свой альбом Across the Bridge of Hope, вышедший в 1999 году.  Для этой версии был также снят видеоклип[1].
- Немецкая компиляция 2004 года ABBA Mania содержит версию певицы Lucy, солистки группы No Angels.

## Упоминания в других произведениях и прочее
- Песня включена в мюзикл Mamma Mia! и его экранизацию.